# The Man from Dragon Land
Pour plus de détails, voir Fiche technique et Distribution.
The Man from Dragon Land est un film muet américain réalisé par Fred Huntley et sorti en 1912.

## Fiche technique
- Réalisation : Fred Huntley
- Production : William Nicholas Selig
- Genre : Film dramatique
- Dates de sortie :
  -  États-Unis : 6 août 1912

## Distribution
- Frank Clark
- Lee Morris
- William Hutchinson
- George Hernandez
- Nick Cogley
- Lillian Hayward
- Baby Lillian Wade
- Betty Harte